# Helga Hošková-Weissová

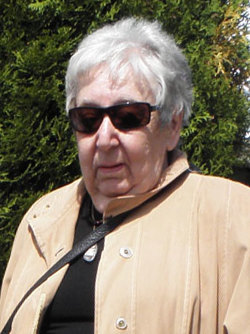
Helga Hošková-Weissová in 2015

Helga Hošková-Weissová, geboren als Helga Weiss (Praag, 10 november 1929), is een Tsjechisch kunstenaar en Holocaustoverlevende. Ze is vooral bekend om haar tekeningen in Theresienstadt, waarin ze het dagelijks leven van de gevangenen afbeeldde. 

## Biografie
Weiss werd in Praag geboren als dochter van een geassimileerde Joodse familie. Haar moeder, Irena Fuchsova, was een naaister en haar vader, Otto Weiss, was een werknemer van de Praagse Staatsbank. Op 10 december 1941 werd Weiss samen met haar ouders naar het getto van Theresienstadt gedeporteerd. Weiss hield in het getto een dagboek bij, waarin ze tekeningen maakte 'van wat ze allemaal zag'. Haar tekeningen getuigen van het dagelijkse leven van joden in Terezín. 
In oktober 1944 werden zij, op 15-jarige leeftijd, samen met haar moeder naar het concentratiekamp Auschwitz gedeporteerd. Naar schatting werden er 15.000 kinderen onder de 16 jaar van Theresienstadt naar Auschwitz gedeporteerd: minder dan 100 van hen overleefden de Holocaust. Elke keer dat er nieuwe slachtoffers in veewagons arriveerden, werden alle overige gevangenen gesorteerd en gekeurd. Degenen die naar links werden gestuurd, gingen rechtstreeks naar de gaskamers om te sterven, terwijl degenen die naar rechts werden gestuurd dwangarbeid moesten verrichten tot de dood daarop volgde. Toen Josef Mengele het selectieproces uitvoerde, wist Helga hem ervan te overtuigen dat ze oud genoeg was om te werken door te beweren dat ze 18 jaar oud was. Ook beweerde ze, met succes, dat haar moeder jonger was dan zij, wat het leven van haar moeder redde. Na tien dagen werd Weiss van Auschwitz naar Freiberg (nabij Dresden) overgebracht, een hulpkamp van het werkkamp Flossenbürg. Ze werd gedwongen deel te nemen aan een 16-daagse dodenmars van Freiburg naar het kamp in Mauthausen. Ze bleef daar tot de bevrijding van het kamp op 5 mei 1945 door het Amerikaanse leger. 

### Latere leven
Na het einde van de Tweede Wereldoorlog ging Helga Weiss terug naar Praag en studeerde aan de Academie voor Schone Kunsten. Ze begon in Praag als kunstenaar te werken en stichtte een gezin. Na de Fluwelen Revolutie in november 1989 exposeerde ze haar kunst vele malen: zowel in Praag als op andere plaatsen in Europa.
- Bibsys: 13019347
- Bibliothèque nationale de France: cb167399981 (data)
- CiNii: DA17458863
- Gemeinsame Normdatei: 123614473
- International Standard Name Identifier: 0000 0000 6680 8679
- Library of Congress Control Number: n99023552
- Nationale Bibliotheek van Tsjechië: jn20000728821
- Nationale Bibliotheek van Israël: 987007269833505171
- Nederlandse Thesaurus van Auteursnamen: 343051532
- Réseau des bibliothèques de Suisse occidentale: 02-A023994527
- LIBRIS: 376343
- Système universitaire de documentation: 168086883
- Union List of Artist Names: 500337358
- Virtual International Authority File: 20594044
- WorldCat: E39PBJtX4fQtxr6T4hvMfpyPQq